# Unter Sachsenhausen 37

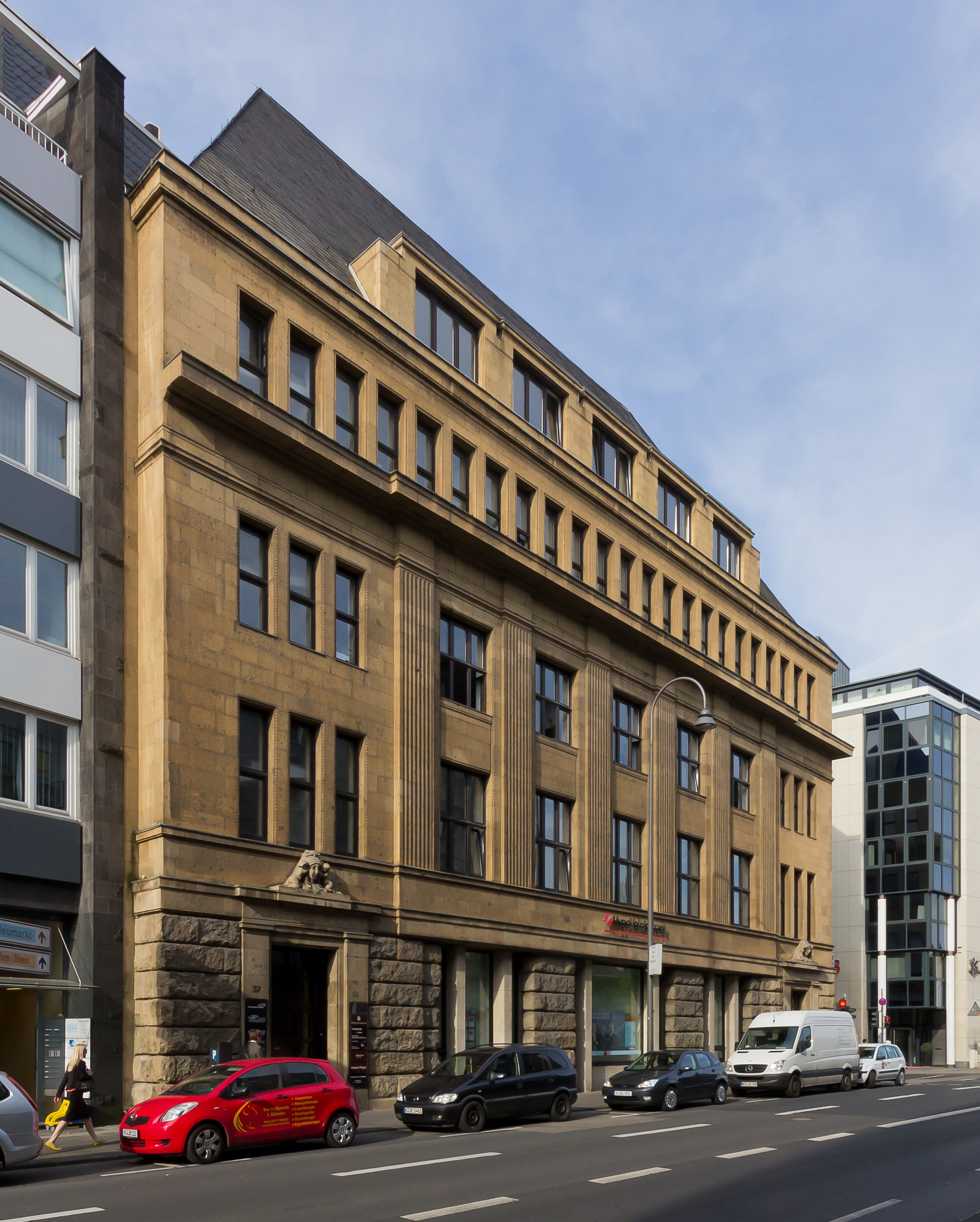
Unter Sachsenhausen 37 (heute: HypoVereinsbank)

Das Palais Unter Sachsenhausen 37 in Köln war ein herrschaftliches Stadtpalais für den Kölner Bankier Eduard Freiherr von Oppenheim auf der Kölner Bankenmeile Unter Sachsenhausen.

## Entstehungsgeschichte
Vorläufer des Oppenheim-Palais war ein Stadtpalais für Everhard von Groote, der im April 1864 verstorben war und dessen Grundstück Oppenheim 1867 erworben hatte. Es wurde 1870 nach Entwürfen des „in Frankreich geschulten Architekten“:436 Wilhelm Hoffmann im Stil der französischen Renaissance für Freiherr von Oppenheim (1831–1909), Bankier und Gründer des Gestüts Schlenderhan, erbaut. Es war ein „Prachtbau, den die Zeitgenossen als Stattliche Großartigkeit empfanden“:436 und der in Köln „ein Einzelfall“:436 blieb wie auch die Häuser A. v. Oppenheim und Mevissen.
Die Motive der Fassadengestaltung des Kölner Prachtbaus wurden in den 1880er Jahren „begierig aufgenommen“:436 und bei Kölner Wohngebäuden aller sozialen Schichten übernommen. Die übernommenen Motive waren die der kuppeligen Walmdächer mit krönenden Gesimsen und der weitgespannten Triumphbögen. Es diente auch als Vorbild für das Stadthaus des Wilhelm Leyendecker.
Das Palais des Freiherrn Eduard von Oppenheim hatte stark vorspringende Seitenrisalite und einen Mittelrisaliten, der nach oben mit einem kuppeligen, französischem Walmdach abschloss. In den Seitenrisaliten erschien das Motiv des Triumphbogens so im ersten Obergeschoss als Bekrönung der Zwillingsfenster. Der Mittelrisalit zeigte Doppelsäulen und stelenartige Karyatiden. Auf den Giebelteilen befanden sich verschiedene Statuen. Es waren Kopien von Michelangelos Figuren vom Grabmal der Medici in Florenz: „Tag und Nacht“, „Morgen und Abend“ in der Sagrestia nuova (1519–1529).:436
Da Köln eine Bürger- und keine Residenzstadt war, konnte sich ein Palais dieses Ausmaßes kaum jemand leisten. „Trotzdem wurde auf diese großartige Bauform nicht ganz verzichtet, sondern sie wurde an den Ringen, wo der Raum für solche breitgelagerte Bauten reichlich zur Verfügung stand, für herrschaftliche Miethäuser verwendet“ – so diente das schlossartige Palais dem Architekten Carl August Philipp als Vorbild für die Cron'sche Häusergruppe.:440

## Heutige Nutzung
Im Juni 1914 wurde anstelle des Stadtpalais von Oppenheim ein Geschäftshaus für den Modeartikelhersteller Frank & Lehmann
nach Entwürfen von Peter Behrens fertiggestellt.:438 Walter Gropius sorgte für die Innenausstattung. Der Seitentrakt des Gebäudes (Katenbug 18–24) wurde 1934/35 von Helmut Goldschmidt als Zentrale für die Progress-Textilbetriebe GmbH umgebaut. Es überstand den Zweiten Weltkrieg und wird heute u. a. von einer Niederlassung der HypoVereinsbank, von der Verwaltung der Kunst- und Museumsbibliothek der Stadt Köln und vom Rheinischen Bildarchiv genutzt.